# José Joaquim da Rocha
José Joaquim da Rocha (c. 1737 - Salvador, 12 octobre 1807) est un peintre, doreur et restaurateur d'art portugais du Brésil colonial. Ayant l'Église catholique comme mécène exclusif, sa production s'est développée dans le domaine de l'art sacré. Il a laissé des œuvres nombreuses et érudites, s'éloignant de la tradition populaire si courante à l'époque coloniale. Quoi qu'ayant produit des œuvres de grande qualité, l'ensemble est inégal, d'une part parce qu'une fois reconnu, il a toujours eu de nombreux disciples et apprentis qui l'ont aidé et auxquels il a donné de grandes parties de son œuvre, et d'autre part par l'utilisation, comme source d'inspiration, d'une iconographie variée en gravures de qualité irrégulière. Ces deux pratiques étaient toutefois courantes à l'époque.
Il a peint de nombreuses peintures de chevalet, mais ses compositions les plus célèbres sont les grandes quadraturas, des trompe l'œil jouant avec l'illusion de la Perspective, dans les plafonds d'églises, organisant des structures architecturales virtuelles complexes ornées de guirlandes et de rochers, qui soutiennent un médaillon central, où apparaît la scène principale de l'ensemble, présentant généralement le Christ ou la Vierge Marie dans des situations glorifiantes. Comme à l'époque baroque où il agissait, la peinture devait marquer l'observateur et l'instruire des préceptes de l'Église, en utilisant une plasticité somptueuse et attrayante pour l'œil, qui par la séduction des sens conduirait le dévot à contempler les beautés de l'esprit.
Bien qu'il ait déjà reçu l'attention critique de plusieurs spécialistes renommés, l'étude de sa production manque encore d'approfondissement, notamment en ce qui concerne la paternité de ses œuvres, puisqu'il n'a signé aucune œuvre et qu'une grande partie de ce qu'il a laissé lui est attribuée uniquement sur la base de la tradition orale, sans documentation les étayant, ce qui rend difficile la compréhension de sa trajectoire et de son style. Malgré ces incertitudes, d'après ce que l'on sait avec plus de certitude, José Joaquim da Rocha a déjà été reconnu comme un artiste d'une importance supérieure, considéré comme le fondateur de l'école de peinture bahianaise, le plus grand de ses membres et l'un des grands maîtres du baroque brésilien. Il a eu plusieurs disciples et a influencé deux générations de continuateurs, qui ont conservé les principes de son esthétique jusqu'au milieu du XIXe siècle.

## Biographie

### Jeunesse et débuts
On sait peu de choses sur la vie de José Joaquim da Rocha et la plupart des œuvres qui lui sont attribuées n'ont pas de documents prouvant formellement la paternité,. Un manuscrit anonyme trouvé par Carlos Ott à la Bibliothèque nationale et daté entre 1866 et 1876 indique que José Joaquim était originaire du Minas Gerais, mais cette origine est douteuse. D'autres auteurs citent Salvador, Rio de Janeiro ou même le Portugal,. L'année de sa naissance est également incertaine, mais on dit que lorsqu'il est mort en 1807, il avait 70 ans.
Entre 1764 et 1765, il se trouve à Salvador, probablement pour étudier avec Antônio Simões Ribeiro. Dans la ville, il est l'assistant de Leandro Ferreira de Sousa dans la peinture d'un panneau sur la flagellation de Jésus ainsi que la dorure du cadre, un travail réalisé pour le Recolhimento da Santa Casa, selon un reçu de paiement qui a survécu (il avait coûté 9 600 réaux,. Il vit alors à l'étage supérieur d'une petite maison appartenant à la Santa Casa, payant un loyer de 7 500 réis tous les trois mois — une somme qu'il ne pouvait pas toujours honorer, ce qui indique un mauvais état financier.
Entre le 22 janvier 1766 et le 28 août 1769, il n'existe aucun document sur la vie de Rocha. Il est possible qu'il soit allé à João Pessoa pour travailler au couvent et à l'église de Saint-Antoine (pt), mais aujourd'hui, la paternité du célèbre plafond de l'église, avec la scène de la Glorificação dos Santos Franciscanos (glorification des saints franciscains), qui lui est parfois attribuée quoique sans documentation, fait l'objet d'un grand débat,. Il est possible, comme le soutient une tradition orale, qu'à cette époque il se soit rendu à Lisbonne pour se perfectionner sans l'on sache qui aurait pu être son mécène. Mais comme le pense la chercheuse Maria de Fátima Hanaque Campos, la ville de Salvador a déjà pu donner une éducation adéquate à un jeune homme de talent,. En tout cas, quand il réapparaît, il est déjà indéniablement un peintre mature : il est en concurrence avec les maîtres établis comme Domingos da Costa Filgueira (pt) et José Renovato Maciel, pour l'obtention d'une grande commande de quadratura, une technique qui exigeait une grande maîtrise du métier, à exécuter dans l'église de Nossa Senhora da Saúde e Glória. Malgré un prix plus avantageux, l'œuvre a été livrée à Filgueira. Il semblerait que José Joaquim da Rocha a continué à vivre pauvrement, louant une petite maison à la Rua dos Capitães.

### Carrière

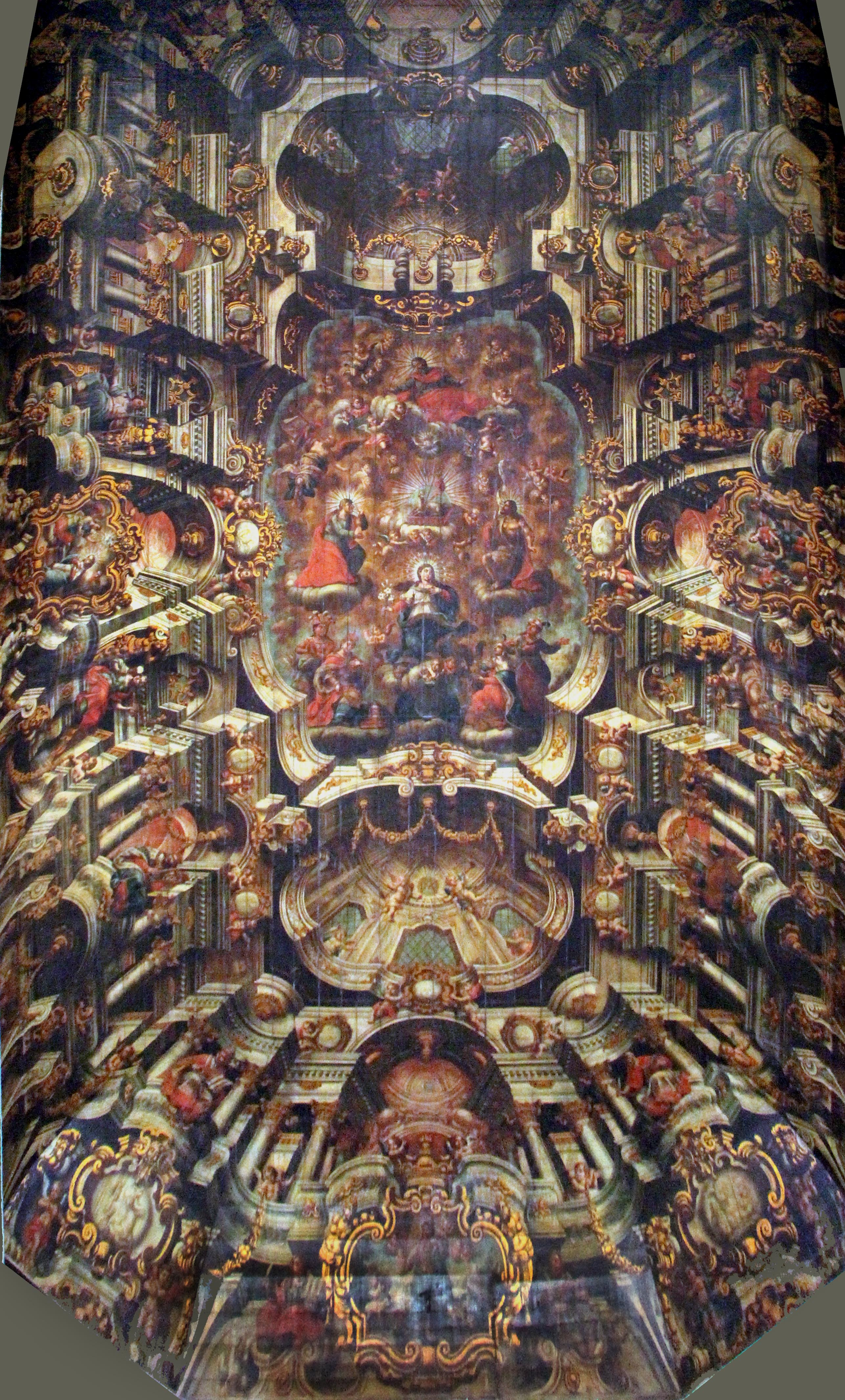
A Glorificação do Cordeiro de Deus, quadratura au plafond de la.

Il est possible qu'il se soit rendu à Recife en 1769 pour décorer le plafond de l'église du couvent de Saint-Antoine (pt), mais la paternité de l'œuvre est incertaine,. En 1770, il a peut-être décoré l'église du Tiers-Ordre de Nossa Senhora da Conceição do Boqueirão. En 1772 ou 1773, il est à Salvador et est engagé pour réaliser la quadratura du plafond de la basilique de Nossa Senhora da Conceição da Praia (pt), à l'époque l'une des plus importantes églises de Bahia. Ce travail deviendra son chef-d'œuvre, qui est aussi l'un des tableaux les plus remarquables du genre au Brésil,,. Il s'agit d'une grande Glorificação da Imaculada Conceição (Glorification de l'Immaculée Conception) entourée des allégories des quatre continents, des figures divines et une illusion architectonique monumentale. Le contrat exigeait également que la chapelle principale soit peinte et que la statue de la Vierge Marie soit incarnée sur le maître-autel. Il a facturé le prix dérisoire de 1 009 920 réis pour tout, mais lorsqu'il a livré la commande, il a reçu 180 000 réis supplémentaires en compensation des pertes. Le succès de la composition sur le plafond de la nef lui vaut au moins la consécration définitive comme meilleur peintre de Bahia. Dès lors, il peut commencer à maintenir une équipe permanente d'assistants et à former des disciples. En 1777, il a été chargé de peindre une Visitação de Nossa Senhora a Santa Isabel (Visitation de la Vierge Marie) pour le retable principal de la chapelle de Santa Casa, qui est l'une de ses meilleures peintures de chevalet.

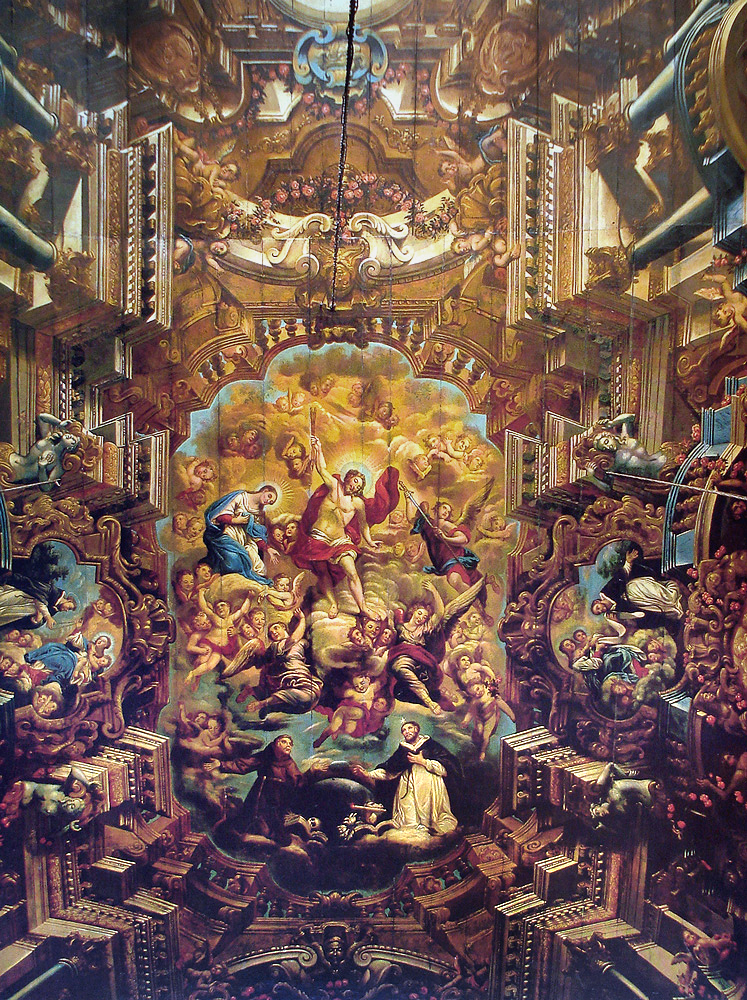
Plafond de l'.

S'ensuit une période très productive, au cours de laquelle il accomplit en quelques années plusieurs travaux majeurs. Entre 1778 et 1780, le Tiers-Ordre carmélite l'engage pour faire dorer le retable de la chapelle principale, et il a peut-être aussi réalisé le panneau avec l'image, œuvre perdue dans un incendie peu après. Vers 1780, il peint une autre Visitation pour le secrétariat de la Santa Casa, en même temps qu'il s'occupe des plafonds de l'église du Bon Jésus des Affligés (vers 1780), de l'église de Notre Dame du Rosaire des Noirs (pt) (1780) et de l'église du Tiers-Ordre de Saint-Dominique d'Osma (en) (1781). En 1785, il commence à travailler pour l'église de Notre Dame de Palma (pt), qui ne sera terminée que plusieurs années plus tard. Dans la première phase, elle se réduisait à la réalisation du projet du médaillon central et de la perspective du plafond, mais l'exécution a été laissée à un peintre inconnu, peut-être son disciple Veríssimo de Freitas (pt),.
Entre-temps, il semble que Rocha ait peint le plafond de l'église de la Matriz de São Pedro Velho. Le contrat n'a pas survécu pour confirmer la cession, mais les archives paroissiales attestent qu'il a été élu Frère de la Résurrection le 5 novembre 1786, ce qui atteste au moins de son lien avec la confrérie de l'église et peut indiquer qu'il en était l'auteur. Le tableau a été, des années plus tard, retouché par José Rodrigues Nunes (pt), avant d'être détruit en même temps que l'église vers la fin du XXe siècle ; selon Cunha Barbosa, qui l'a vu en 1900, c'était « la plus parfaite de toutes ses œuvres de perspective ». À la même époque, il a peut-être été l'auteur du plafond et de deux toiles dans l'église de la Matriz de Nazaré à Salvador. Cette quantité de grandes commandes n'aurait pas été possible s'il n'avait pas déjà eu une grande équipe d'assistants et d'apprentis pour l'assister,.
Vers 1790, il laisse une autre série de panneaux secondaires dans l'église de Palma, dont la paternité personnelle semble plus assurée. Cette église est ainsi devenu le plus grand dépôt d'œuvres de José Joaquim da Rocha. En échange de son attention constante aux besoins de l'église, la confrérie du Bom Jesus da Cruz (« Bon Jésus de la Croix ») l'a nommé Frère Honoraire. En 1792, il réalise six grands tableaux pour la chapelle principale de la Santa Casa, et est également chargé de la dorure des cadres, pour laquelle il reçoit 140 000 réis. Peu après, il a laissé plusieurs panneaux dans la Chapelle de la Miséricorde.

### Dernières années

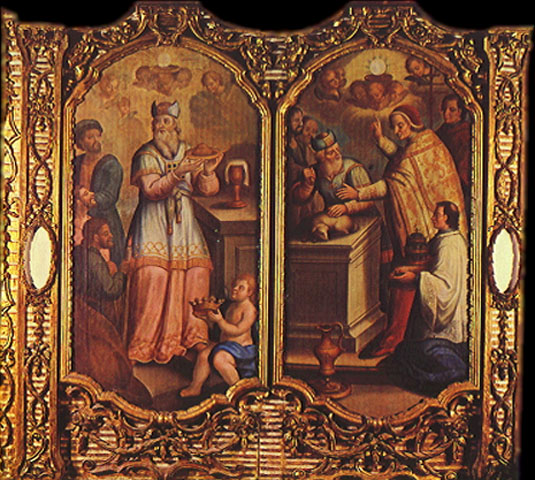
Panneaux pour la sacristie de l'église du Pilar (1796).

Bien qu'à ce stade, sa situation économique soit déjà bien meilleure que lorsqu'il était jeune, il ne s'est jamais enrichi, malgré de nombreuses commandes et le fait qu'il pouvait fixer ses propres prix. Selon certains documents, il avait tout juste de quoi mener une vie décente, mais sans luxe. Au contraire, on sait qu'il était généreux. Il donnait une grande partie de ses revenus en aumônes aux pauvres et payait les dîners des prisonniers en prison. En 1794, alors qu'il était vieux, il a vendu sa propre maison sans raison déclarée, mais on suppose que c'était pour aider son disciple préféré, José Teófilo de Jesus (pt), qui a ainsi pu aller en Europe pour se perfectionner, visiblement aux frais du maître.
Sa dernière commande importante date de 1796, sous la forme de six panneaux et de dorures dans la sacristie de l'église du Pilar, pour laquelle il a reçu 368 000 réis. Puis il continue à peindre des œuvres mineures. En 1796, pour 12 000 réis, il crée un Cristo com a cana verde (« Christ à la canne verte ») pour le Recolhimento da Santa Casa et en 1801, deux tableaux pour le 3e Ordre de Saint-François. Après cela, les traces de sa vie ont été perdues.
Entre 1802 et 1803, il vit à nouveau dans une maison bon marché et louée appartenant au 3e Ordre du Carmel. Ses dernières années ont été marquées par la maladie, et il les a passées dans une maison de campagne qu'il avait dans la paroisse de Santo Antônio, à Salvador. Il y meurt le 12 octobre 1807, sans s'être marié et sans laisser de descendance connue. Il a été enterré dans l'église de Palma.

## Œuvre

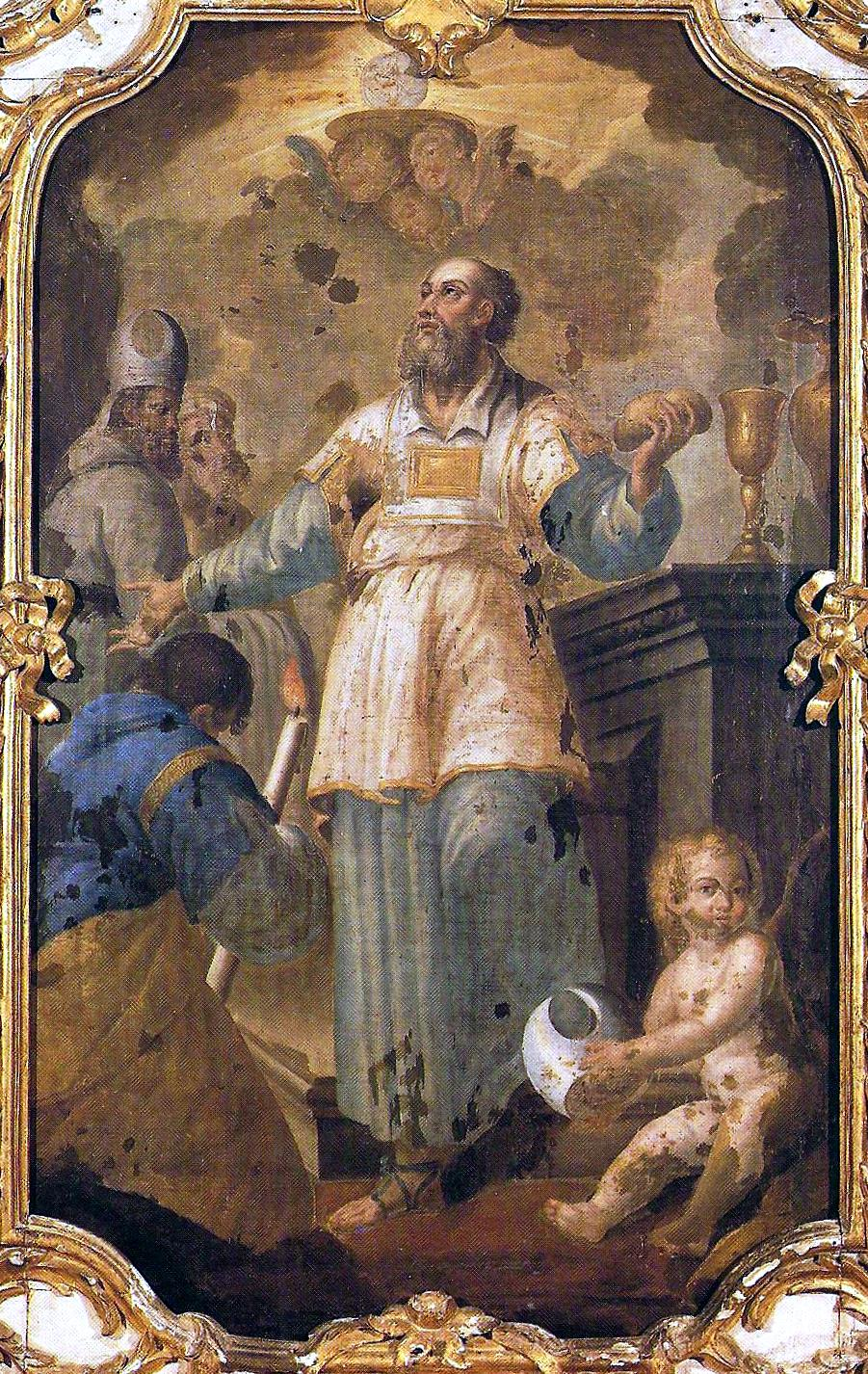
Sacerdote Judaico Oferecendo Pão e Vinho, huile sur toile (1793,).

Comme l'Église catholique était le plus grand mécène à cette époque, avec un marché de la peinture profane presque inexistant dans la colonie, toute la production de José Joaquim est dans l'art sacré. Pendant la période baroque où il a vécu, l'Église a donné de nombreuses orientations concernant la création de l'œuvre, la détermination du thème, les façons de le représenter, et a même décidé des décorations secondaires. Les artistes ont dû accepter cette orientation, bien que dans ce cadre il y ait place pour beaucoup de créativité, tant qu'ils ne se confrontent pas aux préceptes. Car l'art sacré de cette époque, bien plus que la simple décoration des églises, était par essence fonctionnel et didactique : il avait pour but spécifique et plus grand d'éduquer le peuple aux bonnes coutumes et de stimuler sa dévotion par des œuvres dramatiques, un grand attrait visuel et un intense pouvoir évocateur. Comme c'était une pratique courante à son époque, ses sources stylistiques découlent à la fois de l'apprentissage des maîtres — étant naturellement prépondérante l'influence de l'école portugaise de peinture — et de l'étude d'une riche iconographie d'estampes qui circulaient dans la colonie,. Ce matériel, qui provenait en grande partie d'Europe, était un ensemble très hétérogène d'images de différents styles et époques, dont beaucoup étaient des copies de compositions célèbres, ce qui explique en partie l'éclectisme et le sens imitatif-créatif du baroque national et de l'œuvre de José Joaquim lui-même, car on sait que celui-ci a également utilisé ce type d'image comme modèle dans nombre de ses créations, adaptant souvent de façon originale les formules consacrées,. En même temps, cela contribue à ce que le niveau de qualité de sa production ne soit pas très constant. Cela est également dû au fait qu'il fait appel à de nombreux apprentis à différents stades de leur formation pour l'aider. Ces facteurs font qu'il est difficile de caractériser avec précision son style personnel et qu'il nous est difficile d'identifier jusqu'où la main de chacun a agi. Mais toutes ces caractéristiques étaient la norme de son époque, et c'est ce qui donne sa typicité au baroque brésilien,,.
L'œuvre de José Joaquim da Rocha attend encore d'être davantage étudiée ; cependant, les critiques spécialisés ont déjà pu pénétrer dans cet enchevêtrement encore à explorer et son individualité artistique est déjà raisonnablement délimitée, avec un style dense et une grande plasticité, bien au-dessus de la moyenne de son contexte en termes de raffinement et de capacité technique, possédant un caractère érudit et discipliné, conformément aux règles de son temps, mais sans cesser d'être inventif. Il a inspiré deux générations de continuateurs,,,,.

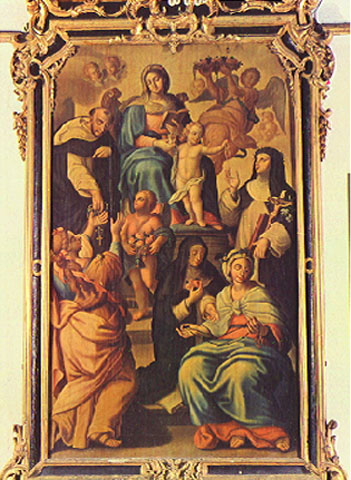
Tableau dans l' (1781).

Ses œuvres de quadratura sur les plafonds de la basilique de Nossa Senhora da Conceição da Praia (pt), de l'église du Tiers-Ordre de Saint-Dominique d'Osma (en) et de l'église de Notre Dame du Rosaire des Noirs (pt) (attribution) sont ses créations les plus ambitieuses et les plus marquantes, qu'il effectue dans une technique devenue très appréciée dans le Brésil colonial. Elles héritent d'une tradition inaugurée en Italie et consacrée par Andrea Pozzo au XVIIe siècle, qui créait dans les plafonds une illusion d'espace tridimensionnel, s'ouvrant au ciel dans des visions glorieuses. Cette technique exigeait une grande connaissance de la perspective et de raccourci, que seuls des artistes très talentueux et bien formés étaient capables de maîtriser. Bien que ce soit peut-être au Portugal qu'il ait appris la technique, l'influence de Pozzo se faisait déjà sentir au Brésil depuis le début du XVIIIe siècle. Il est possible qu'il ait connu la plus grande création de l'Italien, la fresque au plafond de l'église Saint-Ignace de Loyola à Rome intitulé Le Triomphe de saint Ignace et la mission des jésuites (1691-1694), une œuvre qui a produit une vaste école, grâce aux gravures. Carlos Ott se risque à suggérer que son supposé voyage au Portugal pourrait s'être étendu à l'Italie, où il aurait pu voir de première main le célèbre tableau,,,,. Cependant, selon Toledo Paiva et Carmo Pires, son interprétation du style de Pozzo suit une tradition spécifiquement portugaise. Pozzo accentuait les figures de la scène centrale pour que l'illusion de la tridimensionnalité s'étendît de l'architecture fictive au ciel sans rompre la continuité, tandis que les Portugais, que suivront Mestre Ataíde et d'autres peintres coloniaux, préféraient créer un médaillon central bien défini, et sans raccourci prononcé sur les figures, d'où un espace plus plat. C'est ce qu'on appelle un « quadro recolocado » (tableau repositionné), car sa composition spatiale interne est équivalente à celle des panneaux destinés à être vus sur les murs.
Dans le domaine thématique, il dépendait beaucoup des choix des confréries qui le parrainaient, mais les scènes de la vie de la Vierge Marie, comme son mariage, l'Annonciation, la visitation à Sainte Elisabeth, la naissance de Jésus, étaient plus fréquentes dans son œuvre. Les scènes de la vie de Jésus sont moins courantes, mais il a laissé quelques œuvres traitant de sa Passion et de sa Mort, de la Résurrection et de la Pentecôte.

## Historiographie
Son travail a déjà été étudié par Manuel Raymundo Querino (qui a introduit le concept d'« école bahianaise »), Carlos Ott, Clarival do Prado Valadares, Marieta Alves, Maria de Fátima Hanaque Campos et d'autres chercheurs, mais il doit faire l'objet de recherches supplémentaires pour clarifier les controverses et les incertitudes qui l'entourent, notamment en ce qui concerne les attributions de la paternité,,,.
Dans une recherche de 1961, Carlos Ott a énuméré 52 œuvres de son auteur, qu'elles soient documentées ou seulement attribuées. Dans une publication de 2005, Percival Tirapeli a déclaré que le nombre d'œuvres identifiées était passé à 150. Cependant, ces chiffres peuvent être trompeurs, et les attributions sont très controversées,,.

## Postérité

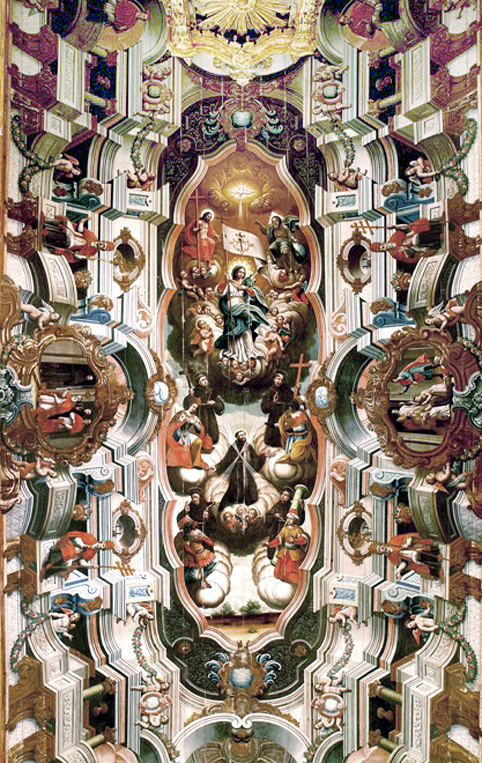
Plafond du Convent franciscain Santo Ântonio, attribué à José Joaquim da Rocha (c. 1766-1769).

Jusqu'à l'apparition de José Joaquim da Rocha, la peinture bahianaise était modeste. Bien qu'étant la capitale de la colonie et un entrepôt commercial très actif, Salvador était encore une petite ville, et sa population n'atteint 50 000 habitants qu'en 1808. C'était aussi le principal pôle de la culture brésilienne, mais à bien des égards, c'était une culture provinciale, dominée par la religion, qui travaillait sur la base du travail des esclaves et qui, pour faire de l'art, dépendait en grande partie de l'improvisation et d'artisans mal formés et moins bien payés, y compris des esclaves et doublures brunes, étant rares les maîtres, tels que Domingos da Costa Filgueira (pt) et José Renovato Maciel, qui étaient les précurseurs et les contemporains de José Joaquim da Rocha. L'importance de ces artistes en tant que bons pionniers ne peut être sous-estimée, mais le plus grand héritage de Rocha est d'avoir donné une grande impulsion de renouvellement et de qualité à l'école bahianaise, étant ainsi considéré comme son fondateur et son membre le plus remarquable. Cette école a maintenu vivante la tradition baroque de son maître jusqu'au milieu du XIXe siècle,,,,.
Parmi ses nombreux disciples figurent Franco Velasco (pt), Veríssimo de Freitas (pt), Antônio Dias, Bento José Rufino Capinam (pt), mais surtout José Teófilo de Jesus (pt), le plus important d'entre eux et le préféré du maître.
Presque toutes les œuvres de José Joaquim da Rocha sont restées in situ, mais certaines de ses peintures de chevalet sont conservées au Musée d'art de Bahia (pt), au Musée d'art sacré de Bahia (pt) et au Musée de la Santa Casa de Misericórdia da Bahia,,. L'héritage du peintre souffre cependant d'une mauvaise conservation. Le plafond de l'église de Praia, son chef-d'œuvre et l'une des plus importantes du baroque brésilien, est dans un processus de dégradation depuis plusieurs années, et selon les rapports techniques, il ne s'est pas écroulé, mais l'Institut national du patrimoine artistique et historique a commencé une restauration d'urgence en 2012,. Les œuvres de l'église de la Matriz de São Pedro Velho, considérées parmi ses meilleures, ont été détruites lors d'une réforme au XXe siècle, et le plafond de l'église du Rosário dos Pretos, également parmi ses meilleures (quoique seulement officiellement attribué à lui), a pendant longtemps été recouvert de peinture et oublié. Il a cependant été redécouvert en 1979 lors d'une restauration. Les années passèrent et furent à nouveau considérées comme perdues par l'accumulation de moisissures, de saletés, d'humidité et d'oxydation du vernis, mais elles furent à nouveau « redécouvertes » et restaurées en 2010,,.
L'importance de l'œuvre de José Joaquim da Rocha est largement reconnue et peut être résumée dans les mots de Carlos Ott :

« Bien qu'il se soit inspiré de la peinture portugaise et surtout de la peinture italienne, il a créé un nouveau tableau : la peinture bahianaise. Et ce à une époque où au Brésil, encore colonie du Portugal, peu d'artistes révèlent une mentalité typiquement brésilienne. Les peintures de José Joaquim da Rocha ne sont pas de l'art populaire, comme c'est le cas d'innombrables peintures dans les églises bahianaises. Il est passé par une école et, qui plus est, a fondé une école de peintres. »